# HC Poruba
HC Poruba – czeski klub hokejowy z siedzibą w Ostrawie. Nazwa klubu pochodzi od dzielnicy miasta - Poruba.

## Dotychczasowe nazwy
- 1932 Poruba (1932-1946)
- SK Poruba (1946−1948)
- TJ Sokol Poruba (1948−1953)
- DSO Tatran Poruba (1953−1964)
- TJ Sokol Poruba (1964−1978)
- TJ Hutní Montáže Ostrava (1978−1994)
- (S)HK Poruba (1994−2001)
- HC Sareza Ostrava (2001−2008)
- HC VOKD Poruba (2008-2009)
- HC RT TORAX Poruba (od 2010)